# Izraelske sigurnosne snage
Izraelske sigurnosne snage je naziv za nekoliko organizacija koje su odgovorne za sigurnost Izraela. Te organizacije su samostalne ali djeluju koordinirano.

## Izraelska vojska
- Tzahal je naziv s izraelske oružane snage koje se sastoje od kopnene vojske, ratnog zrakoplovstva i mornarice. Zadaća Tzahala je braniti državu Izrael od napada susjednih država i terorista.

## Izraelska policija
- Izraelska policija je zadužena za osiguravanje javnog reda i mira, nadgledanje granica te borbu protiv kriminala. Osim temeljne policije djelujju:
- Granična policija (MAGAV) koja osim nadgledanja granica djeluje i na području Zapadne obale. Pograničnu policiju uvježbavaju stručnjaci Tzahala, a ona djeluje kao pomoćna snaga izraelske vojske.
- Unutar policije djeluju i elitne protuterorističke postrojbe YAMAM i YASSAM.
- Civilna garda djeluje kao civilna dobrovoljna organizacija građana koji pomažu policiji u svakodnevnom radu.

## Obavještajne službe
- Aman je izraelska vojna obavještajna služba.
- Mossad- Ha-Mossad le-Modiin ule-Tafkidim Meyuhadim (hebrejski: המוסד למודיעין ולתפקידים מיוחדים, "Institut za obavještajne i specijalne zadaće"). Mossad je izraelska obavavještajna agencija. Dok Sin Bet djeluje na izraelskom tlu Mossad je zadužen za djelovanje u inozemstvu: skupljanje obavještajnih podataka, tajne operacije i protuterorističke akcije.
- Shabak je glavna sigurnosna agencija u Izraelu čije su zadaće održavati državnu sigurnost, briga za sigurnost ministara i visokih državnih službenika, otkrivati terorističke djelatnosti izraelskih građana, pružati obavještajnu potporu za protuterorističke djelatnosti u Pojasu Gaze i Zapadnoj obali te uništavanje terorističkih čelija. Operacije Shin Beta-a su povjerljive.

## Ostale organizacije
- Magen David Adom - izraelska hitna služba.

## Poveznice
- Izraelske obrambene snage
- Izraelske specijalne snage